# Ischigualastia
 (avril 2025).
La mise en forme du texte ne suit pas les recommandations de Wikipédia : il faut le « wikifier ».
Les points d'amélioration suivants sont les cas les plus fréquents. Le détail des points à revoir est peut-être précisé sur la page de discussion.
- Les titres sont pré-formatés par le logiciel. Ils ne sont ni en capitales, ni en gras.
- Le texte ne doit pas être écrit en capitales (les noms de famille non plus), ni en gras, ni en italique, ni en « petit »…
- Le gras n'est utilisé que pour surligner le titre de l'article dans l'introduction, une seule fois.
- L'italique est rarement utilisé : mots en langue étrangère, titres d'œuvres, noms de bateaux, etc.
- Les citations ne sont pas en italique mais en corps de texte normal. Elles sont entourées par des guillemets français : « et ».
- Les listes à puces sont à éviter, des paragraphes rédigés étant largement préférés. Les tableaux sont à réserver à la présentation de données structurées (résultats, etc.).
- Les appels de note de bas de page (petits chiffres en exposant, introduits par l'outil «  Source ») sont à placer entre la fin de phrase et le point final[comme ça].
- Les liens internes (vers d'autres articles de Wikipédia) sont à choisir avec parcimonie. Créez des liens vers des articles approfondissant le sujet. Les termes génériques sans rapport avec le sujet sont à éviter, ainsi que les répétitions de liens vers un même terme.
- Les liens externes sont à placer uniquement dans une section « Liens externes », à la fin de l'article. Ces liens sont à choisir avec parcimonie suivant les règles définies. Si un lien sert de source à l'article, son insertion dans le texte est à faire par les notes de bas de page.
- La présentation des références doit suivre les conventions bibliographiques. Il est recommandé d'utiliser les modèles {{Ouvrage}}, {{Chapitre}}, {{Article}}, {{Lien web}} et/ou {{Bibliographie}}. Le mode d'édition visuel peut mettre en forme automatiquement les références.
- Insérer une infobox (cadre d'informations à droite) n'est pas obligatoire pour parachever la mise en page.

Pour une aide détaillée, merci de consulter Aide:Wikification.
Si vous pensez que ces points ont été résolus, vous pouvez retirer ce bandeau et améliorer la mise en forme d'un autre article.

Ischigualastia
Époque : Fin du Carnien à début du Norien
~231,5 - 223 Ma 
Ischigualastia est un genre éteint de grands thérapsides dicynodontes qui ont vécu de la fin du Carnien au début du Norien, à la fin du Trias . Le genre a été découvert et nommé d'après la formation d'Ischigualasto (membre de Cancha de Bochas) du bassin d'Ischigualasto-Villa Unión dans le nord-ouest de l'Argentine. Il a été placé dans la famille des Stahleckeriidae.

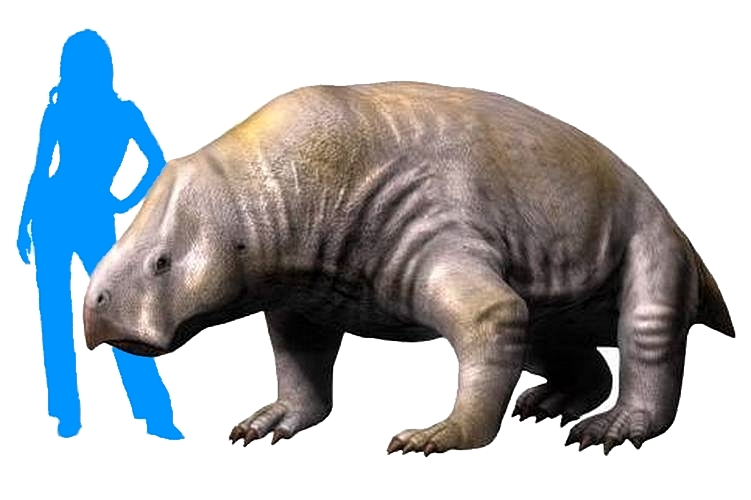
Life reconstruction of Ischigualastia jenseni

Le genre est décrit comme un énorme dicynodonte, avec un crâne court et haut, dépourvu de défenses. Son proche parent est Placerias, qui mesurait environ 3,5 mètres (11 pied) de long et pesait jusqu'à 800 à 1 000 kilogrammes (1 800 à 2 200 livres),,.

## Paléoécologie
C'était un grand herbivore quadrupède, le plus commun à la base de la formation d'Ischigualasto. Il était assez commun dans la faune locale, bien qu'il fût moins abondant que les herbivores de taille moyenne Hyperodapedon et Exaeretodon[réf. nécessaire]. C'était l'un des deux dicynodontes qui vivaient dans la formation d'Ischigualasto (l'autre étant Jachaleria ). Le seul danger pour un animal aussi énorme était Saurosuchus, un grand carnivore pseudosuchien, presque aussi grand que lui et peut-être Herrerasaurus, un dinosaures prédateurs, qui partageaient le même environnement[réf. nécessaire]. Avec son parent Placerias, c'était le deuxième plus grand dicynodonte après le gigantesque Lisowicia.